# 実吉捷郎

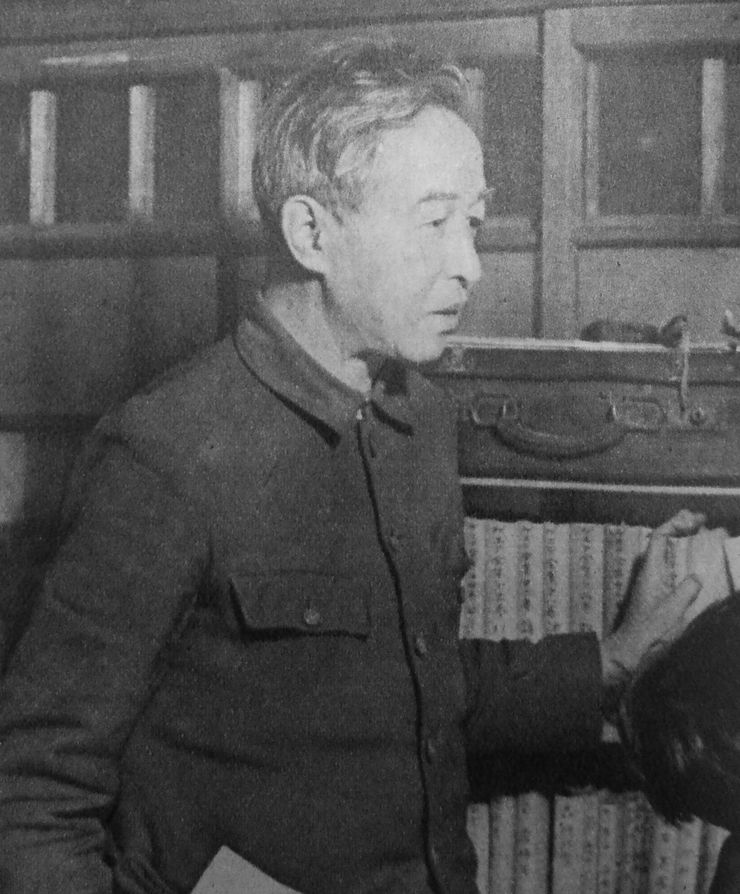
1949年頃の近影（アサヒグラフ掲載）

実吉 捷郎（さねよし はやお、1895年（明治28年）1月20日 - 1962年（昭和37年）2月15日）は、日本の独文学者、翻訳家。

## 経歴
1895年に実吉安純の六男として東京に生まれる。
東京帝国大学卒業後、水戸高等学校(旧制)、府立高等学校などで教師生活を経て、1949年旧・東京都立大学教授となる。
後に桐朋学園大学教授、立正大学教授。トーマス・マンなど近代ドイツ文学の紹介で貢献的な役割を果たした。
一時期は伯爵・日野資秀の三女と結婚し、婚姓から「日野 捷郎」という名前で著作活動をした。義兄日野資謙の死去に伴い、1925年6月1日に伯爵を襲爵するも、1931年2月27日に隠居し、同年4月10日に離婚したため復姓した。
長男日野資純が爵位を継ぎ、成人後は国語学者（静岡大学教授ほか）となった。再婚し生まれた次男実吉晴夫（1940 - 2003）は、ドイツ文学者（北里大学教授）でシューベルトの歌曲の翻訳などをした。
府立高等学校時代には、同校の校歌を作曲をした。教え子に徳永康元などがいる。

## 著書
- 『つばくらめ 実吉捷郎遺稿集』（同学社） 1963

### 翻訳
- 「マインツ攻囲」（大村書店、日野捷郎名義、『ゲーテ全集14』） 1925
- 『トオマス・マン短篇集』（トーマス・マン、日野捷郎名義、岩波書店、1927）岩波文庫 全2巻 1950 のち改版。新版・全1巻 1979
- 『たくみと恋』（シラー、岩波文庫） 1934、度々復刊
- 『悪童物語』（ルートヴィヒ・トーマ、岩波文庫） 1935、復刊1987
  - 『悪童物語』（沢田弘絵、偕成社、少年少女世界名作選） 1967
- 『新悪童物語』（ルートヴィヒ・トーマ、白水社） 1938
- 『蜜蜂マーヤ』（ボンゼルス、岩波文庫） 1937
  - 『ミツバチ・マーヤの冒険』（長沢節絵、岩波少年文庫） 1951
- 『ヴェニスに死す』（トーマス・マン、岩波文庫、新版解説川村二郎） 1939、のち再改版 2000
- 『ヘッベル短篇集』（ヘッベル、岩波文庫） 1940、改版1971
- 『インド紀行』（ボンゼルス、岩波文庫 上・下） 1943、のち復刊 1994、2008
- 『タッソオ』（ゲーテ、育生社、ゲーテ全集5） 1948、岩波文庫 1950、復刊1992、2009
- 『若きウェルテルの悩み』（ゲーテ、思索社） 1949、芸術社 1955
- 『アンナ・妙な晩 他六篇』（ヘッベル、養徳社） 1949
- 『トーニオ・クレーガー』（トーマス・マン、岩波文庫、新版解説濱川 祥枝） 1952、のち再改版 2003
- 『ブッデンブローク家の人々』（トーマス・マン、河出書房） 1954
- 『ザッフォオ』（グリルパルツェル、岩波文庫） 1953、復刊 2001
- 『美しき寡婦』（シュニッツラー、新潮文庫） 1954
- 『親和力』（ゲーテ、岩波文庫） 1956、度々再刊
- 『車輪の下』（ヘルマン・ヘッセ、岩波文庫） 1958
- 『デミアン』（ヘッセ、岩波文庫） 1959
- 「子じかバンビ」（フェリックス・ザルテン、「ザルテン動物文学全集」白水社） 1960

上記の大半は電子書籍(Kindle版ほか)で再刊